# 群馬県道346号岩宿停車場線
群馬県道346号岩宿停車場線（ぐんまけんどう 346ごう いわじゅくていしゃじょうせん）は群馬県みどり市笠懸町阿左美のJR両毛線岩宿駅から群馬県道344号阿左美桐生線に至る一般県道である。

## 路線データ
- 起点：岩宿停車場[1]
- 終点：みどり市笠懸町阿左美（群馬県道344号阿左美桐生線交点）[注釈 1]
- 総延長：36.0 m[2]

## 歴史
- 1959年（昭和34年）9月18日：群馬県より現・道路法に基づき、県道岩宿停車場線（岩宿停車場 - 二級国道前橋水戸線[注釈 2]交点〈新田郡笠懸村〉、整理番号98）が路線認定される[3]。
  - 同日、前身路線にあたる県道大間々岩宿停車場線（山田郡大間々町 - 新田郡笠懸村 岩宿停車場、整理番号127）が路線廃止される[4]。

## 交差する道路
- 群馬県道344号阿左美桐生線 - 終点